# Pothyne discomaculata
Pothyne discomaculata là một loài bọ cánh cứng trong họ Cerambycidae.